# Bistum Divinópolis

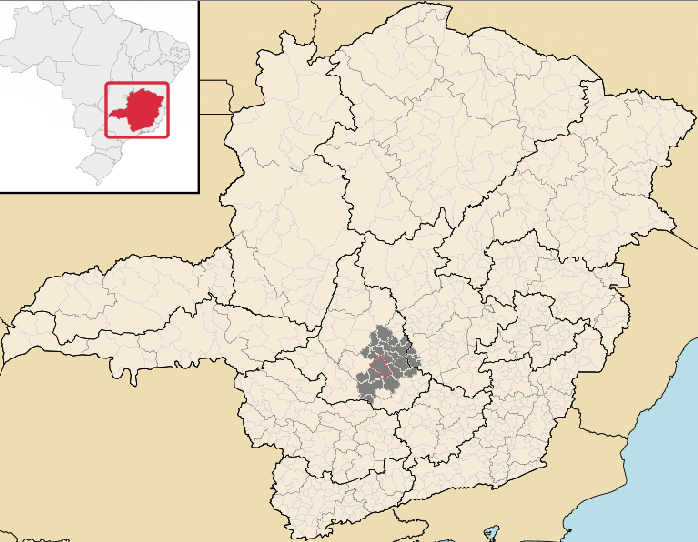
Bistum Divinópolis.

Regional CNBB Leste 2.

Das Bistum Divinópolis (lat.: Dioecesis Divinopolitanus) ist eine in Brasilien gelegene römisch-katholische Diözese mit Sitz in Divinópolis im Bundesstaat Minas Gerais.

## Geschichte
Das Bistum Divinópolis wurde am 11. Juli 1958 durch Papst Pius XII. mit der Apostolischen Konstitution Qui a Christo aus Gebietsabtretungen des Erzbistums Belo Horizonte und des Bistums Aterrado errichtet und dem Erzbistum Belo Horizonte als Suffraganbistum unterstellt.

## Bischöfe von Divinópolis
- Cristiano Portela de Araújo Pena, 1959–1979
- José Costa Campos, 1979–1989
- José Belvino do Nascimento, 1989–2009
- Tarcísio Nascentes dos Santos, 2009–2012
- José Carlos de Souza Campos, 2014–2022, dann Erzbischof von Montes Claros
- Geovane Luís da Silva, seit 2023